# پولک‌های فراشکمی

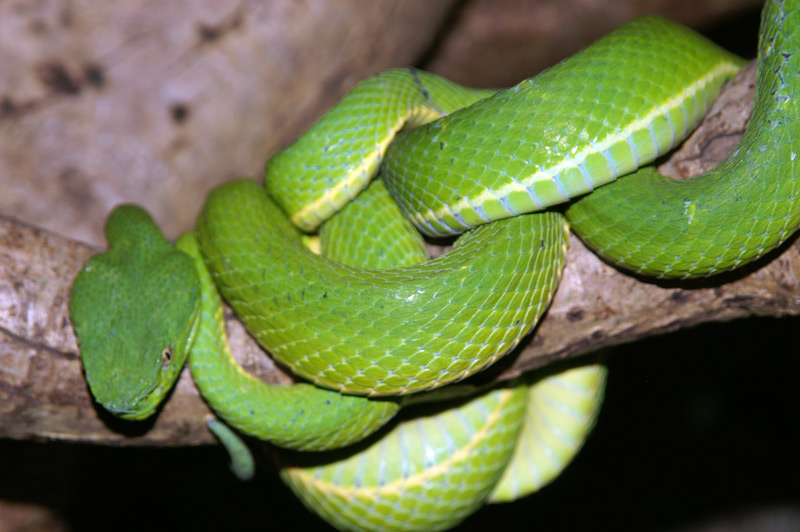
Bothriechis lateralis. نوار زرد کم‌رنگ در امتداد بخش پایینی از پولک‌های فراشکمی قرار دارد.

در مارها، پولک‌های فراشکمی یا پولک‌های پیراشکمی (به انگلیسی: Paraventral scales)، ردیف‌های طولی پولک‌های پشتی هستند که با پولک‌های شکمی تماس دارند. اینها نخستین ردیف‌های پولک‌های پشتی در دو یوی بدن هستند و معمولاً کمی بزرگ‌تر از پولک‌هایی هستند که در بخش پشتی قرار دارند. در گونه‌هایی که عمدتاً پولک‌های تیغه‌دار دارند، بخش‌های فراشکمی معمولاً صاف یا تنها دارای تیغه ضعیف هستند.
اصطلاح paraventral همچنین ممکن است به ناحیه دو سوی پولک‌های شکمی اشاره کند.